# Literarischer Frühling in der Heimat der Brüder Grimm
Der Literarische Frühling in der Heimat der Brüder Grimm ist ein Literaturfestival in Nordhessen, das seit  2012 alljährlich im März oder April stattfindet. Es dauert in der Regel zehn Tage und offeriert ca. zwei Dutzend Veranstaltungen unterschiedlicher Art. Im Blickpunkt stehen dabei aktuelle deutschsprachige Neuerscheinungen, und zwar literarische Werke ebenso wie Sachbücher oder Kriminalromane. Sie werden von den Autoren, mitunter auch von Schauspielern präsentiert. Die Schirmherrschaft des Festivals haben Iris Berben und Stephan Thome inne. Bis 2022 nahmen Mario Adorf und Friedrich Christian Delius diese Funktionen wahr.

## Geschichte
Das Festival wurde im Frühjahr 2012 von drei Hotels im nordhessischen Landkreis Waldeck-Frankenberg gegründet, dem Hotel Die Sonne Frankenberg, dem Hotel Schloss Waldeck und dem Landhaus Bärenmühle in Ellershausen. Anlass war der 200. Jahrestag der Erstausgabe der Kinder- und Hausmärchen der Brüder Grimm, die im Dezember 1812 erschienen war. Jacob und Wilhelm Grimm lebten damals in Kassel und hatten dort und in der nordhessischen Umgebung der landgräflichen Residenzstadt die Stoffe für ihre Märchen gesammelt. Den Initiatoren des Festivals gelang es, rund ein Dutzend Unternehmen und Institutionen aus der Region als Partner zu gewinnen, die damit die Organisation und Finanzierung des Festivals überhaupt erst möglich machten. Ihre Zahl ist inzwischen auf mehr als zwei Dutzend gewachsen. „Wir verstehen uns als eine kulturelle Bürgerinitiative besonderer Art, die die Region voranbringen und den Bewohnern wie den Gästen einmal im Jahr eine kulturelle Intensivwoche bescheren will“, sagt die Journalistin und Schriftstellerin Christiane Kohl, die das Festival leitet.
Das Angebot stieß von Anfang an auf starke Resonanz und zog nicht nur Interessierte aus der Region Waldeck-Frankenberg sowie aus dem Großraum Marburg-Kassel-Göttingen an, sondern auch aus Nordrhein-Westfalen und anderen Teilen Deutschlands bis hin nach Berlin. Die Zahl der Besucher verdreifachte sich im Laufe der Jahre auf rund 4.600 im Jahr 2023. Im September 2017 wurde Christiane Kohl als Vertreterin der Organisatoren mit dem Kulturpreis des Kreises Waldeck-Frankenberg ausgezeichnet.

## Konzept
Die Veranstaltungen finden zumeist in den Räumen der drei Hotels statt, teilweise aber auch an ungewöhnlichen Orten wie dem Barocksaal von Schloss Friedrichstein in Bad Wildungen oder in einem ehemaligen Kuhstall im Dorf Ellershausen. Von Anfang an war es den Organisatoren ein Anliegen, neben den literarisch Interessierten auch Menschen zu erreichen, die gegenüber der „hohen Literatur“ noch gewisse Schwellenängste haben. Dies gelang, indem man beispielsweise Lesungen aus anspruchsvollen literarischen Werken mit einem Mittag- oder Abendessen verband. Dabei versuchten die Köche der drei Hotels, die Zeit, das Milieu und die Atmosphäre des behandelten Romans auch kulinarisch ins Bewusstsein zu rufen. Außerdem wurden „literarische Kutschfahrten“ durch ein Wiesental angeboten, bei denen eine Schauspielerin Texte aus der Epoche der Brüder Grimm vorlas.
Als besondere Attraktion erwiesen sich auch die Bühnen-Shows in einem früheren Kuhstall in Ellershausen, bei denen der Frankfurter Theater- und Aktionskünstler Michael Quast aus Anlass von Jahrhundert-Jubiläen Texte der ersten Dadaisten (2016) beziehungsweise des Reformators Martin Luther (2017) vortrug.  2018 machte er den Schwund der Insekten zum literarischen Sujet, 2019 die 1920er Jahre und 2021 den „deutschen Wald“. Einen besonderen Akzent setzen die Veranstalter Jahr für Jahr auch mit einem regionalen, oft auf die Brüder Grimm bezogenen Thema sowie mit einer politischen Veranstaltung. Großen Zuspruch fanden ferner die Sondervorstellungen, die einige der eingeladenen Autoren jedes Jahr für Schulklassen aus Frankenau, Frankenberg (Eder), Korbach und Bad Wildungen geben.

## Autoren, Darsteller, Moderatoren
Zu den Gästen des Festivals gehörten seit 2012 Autoren, aber auch Schauspieler und Moderatoren. Unter ihnen waren Mario Adorf, Adriana Altaras, Juri Andruchowytsch, Asfa-Wossen Asserate, Jörg Baberowski, Jean-Luc Bannalec, Eva Gesine Baur, Iris Berben, Marc Beise, Christian Berkel, Kurt Biedenkopf, Wolf Biermann, Jochen Bittner, Heiner Boehncke, Jörg Bong, Włodzimierz Borodziej, Nora Bossong, Wolfgang Büscher, Klaus Brill, Friedrich Christian Delius, Ulrich Eberl, Hans-Ulrich Jörges, Giovanni di Lorenzo, Thea Dorn, John von Düffel, Christine Eichel, Hans Magnus Enzensberger, Matthias Faltz, Julia Franck, Marjana Gaponenko, Joachim Gauck Martina Gedeck, Helene Grass, Durs Grünbein, Frank Günther, Axel Hacke, Anna Katharina Hahn, Nino Haratischwili, Josef Haslinger, Elke Heidenreich, Wolfgang Herles, Rainer von Hessen, Thomas Hettche, Barbara Honigmann, Wladimir Kaminer, Jürgen Kaube, Navid Kermani, Hans Werner Kilz, Klaus Kinkel, Tanja Kinkel, Bodo Kirchhoff, Christiane Kohl, Wolfgang Kraushaar, Anne-Dore Krohn, Michael Krüger, Josef Joffe, Johannes Kühn, Mariana Leky, Charles Lewinsky, Sibylle Lewitscharoff, Christine Lieberknecht, Felicitas von Lovenberg, Harald Lüders, Paul Maar, Andreas Maier, Jörg Maurer, Monika Maron, Ahmad Mansour, Steffen Martus, Hubertus Meyer-Burckhardt, Klaus Modick, Petra Morsbach, Martin Mosebach, Herta Müller, Catherine Mundt, Jürgen Neffe, Annette Neubauer, Ingrid Noll, Andreas Öhler, Hanns-Josef Ortheil, Claudia Ott, Markus Pfuhl, Hans Pleschinski, Katerina Poladjan, Olaf Pyras, Michael Quast, Ulrich Raulff, Josef H. Reichholf, Petra Reski, Andreas Rödder, Dorothee Röhrig, Heinz Rölleke, Rüdiger Safranski, Marianne Sägebrecht, Udo Samel, Hans Sarkowicz, Andrea Sawatzki, Joachim Sartorius, Denis Scheck, Asta Scheib, Albert Schindehütte, Peter Schneider, Edgar Selge, Cecile Schortmann, Walter Sittler, Peter Sloterdijk, Hermann Otto Solms, Reiner Stach, Saša Stanišić, Andreas Steinhöfel, Kai Strittmatter, Stephan Thome, Ilija Trojanow, Guntram Vesper, Sahra Wagenknecht, Jan Wagner, Martin Walker, Martin Walser, Ernest Wichner Willi Winkler, Felicitas Woll, Feridun Zaimoglu, Hanns Zischler und Brigitte Zypries.